# Guanylylcyclasen
Die Guanylylcyclasen (Abkürzung GC, auch als Guanylatcyclasen bekannt) sind Enzyme, die die Umwandlung von Guanosintriphosphat (GTP) in 3'-5'-zyklisches Guanosin-Monophosphat (cGMP) unter Abspaltung eines Pyrophosphatrestes katalysieren.
Es gibt lösliche und membranständige Guanylylcyclasen. Die im Zytosol vorliegende, als Gasorezeptor wirkende lösliche Guanylylcyclase (sGC – engl. für soluble guanylyl cyclase) wird durch Stickstoffmonoxid (NO) aktiviert und vermittelt so über eine Absenkung der intrazellulären Calcium-Konzentration die gefäßerweiternde Wirkung von Stickstoffmonoxid im Gefäßsystem sowie die Wirkung von Stickstoffmonoxid als Neurotransmitter im zentralen Nervensystem. Stickstoffmonoxid bindet seinen Gasorezeptor über die Hämgruppe. Membranständige Formen der Guanylylcyclase sind Rezeptoren: GC-A und GC-B binden natriuretische Faktoren wie z. B. den atrialen natriuretischen Faktor (ANF). GC-C ist ein Rezeptor für Guanylin und  Uroguanylin.
Die Guanylylcyclasen werden unter anderem durch Calcium-Ionen negativ reguliert.